# ديف ستيفنسون (القافز بالزانة)
ديف ستيفنسون (بالإنجليزية: Dave Stevenson) هو القافز بالزانة بريطاني، ولد في 28 نوفمبر 1941 في هاويك ‏ في المملكة المتحدة.

## وصلات خارجية
- ديف ستيفنسون على موقع أوليمبيديا (الإنجليزية)
- ديف ستيفنسون على موقع اللجنة الأولمبية البريطانية (الإنجليزية)